# Waals Parlement (samenstelling 2014-2019)

Waalse Vlag

Deze lijst geeft de samenstelling weer van het Waals Parlement van 2014 tot 2019. De legislatuur ging van start op 10 juni 2014 en eindigde op 3 mei 2019.
De Waalse regering-Magnette steunde op een meerderheid van PS en cdH. De oppositiepartijen zijn dus MR, Ecolo, PTB-go! en PP. Deze regering viel in juli 2017 en werd opgevolgd door de Waalse regering-Borsus dewelke steunt op een meerderheid van MR en cdH. De oppositiepartijen werden dus PS, Ecolo, PTB-go! en PP. Gezien het Waals Parlement een legislatuurparlement is, kon de vergadering niet ontbonden worden, of konden er geen vervroegde verkiezingen uitgeschreven worden. De parlementsleden zijn verkozen voor een vaste termijn van vijf jaar.

## Samenstelling
| Begin legislatuur (2014) | Begin legislatuur (2014) | Begin legislatuur (2014) | Einde legislatuur (2019) | Einde legislatuur (2019) | Einde legislatuur (2019) |
| Fractie                  | Fractie                  | Zetels                   | Fractie                  | Fractie                  | Zetels                   |
| ------------------------ | ------------------------ | ------------------------ | ------------------------ | ------------------------ | ------------------------ |
|                          | PS                       | 30                       |                          | PS                       | 30                       |
|                          | MR                       | 25                       |                          | MR                       | 24                       |
|                          | cdH                      | 13                       |                          | cdH                      | 13                       |
|                          | Ecolo                    | 4                        |                          | Ecolo                    | 4                        |
|                          | PTB-go!                  | 2                        |                          | PTB-go!                  | 2                        |
|                          | PP                       | 1                        |                          | Onafhankelijk            | 2                        |

Wijzigingen in fractiesamenstelling:
- In 2015 verlaat André-Pierre Puget de PP-fractie. Hij zetelt voortaan als onafhankelijke.
- In 2019 verlaat Patricia Potigny de MR-fractie. Ze zetelt voortaan als onafhankelijke.

## Decumul
In 2010 keurde het Waals Parlement een decumulregeling goed. Vanaf de verkiezingen van 2014 mogen in elke fractie slechts 25 procent van de parlementsleden hun functie cumuleren met het mandaat van burgemeester of schepen. Deze parlementsleden zijn diegenen die bij de verkiezingen het hoogste stemmenpercentage hebben behaald. De overige 75 procent van de parlementsleden mogen niet meer cumuleren, maar voor hen geldt een overgangsperiode: tot aan de gemeenteraadsverkiezingen van 2018 mogen ze titelvoerend schepen of burgemeester blijven. Na deze verkiezingen is dat niet meer mogelijk.
In de legislatuur 2014-2019 mogen acht leden van de PS-fractie, zes leden van de MR-fractie en drie leden van de cdH-fractie hun mandaat van parlementslid cumuleren met het burgemeesterschap of het schepenambt:
| Naam                 | Partij | Lokale functie                       |
| -------------------- | ------ | ------------------------------------ |
| Paul Magnette        | PS     | Burgemeester van Charleroi           |
| Paul Furlan          | PS     | Burgemeester van Thuin               |
| Rudy Demotte         | PS     | Burgemeester van Doornik             |
| Christophe Collignon | PS     | Schepen van Hoei                     |
| Pierre-Yves Dermagne | PS     | Schepen van Rochefort                |
| Jean-Charles Luperto | PS     | Burgemeester van Sambreville         |
| Christine Poulin     | PS     | Burgemeester van Walcourt            |
| Nicolas Martin       | PS     | Schepen van Bergen                   |
| Willy Borsus         | MR     | Burgemeester van Somme-Leuze         |
| Jacqueline Galant    | MR     | Burgemeester van Jurbeke             |
| Pierre-Yves Jeholet  | MR     | Burgemeester van Herve               |
| Jean-Luc Crucke      | MR     | Burgemeester van Frasnes-lez-Anvaing |
| François Bellot      | MR     | Burgemeester van Rochefort           |
| Hervé Jamar          | MR     | Burgemeester van Hannuit             |
| Josy Arens           | cdH    | Burgemeester van Attert              |
| Dimitri Fourny       | cdH    | Burgemeester van Neufchâteau         |
| Maxime Prévot        | cdH    | Burgemeester van Namen               |

## Lijst van de leden van het Waals Parlement
| Volksvertegenwoordiger    | Kieskring                | Fractie | Opmerkingen |
| ------------------------- | ------------------------ | ------- | --- |
| André Antoine             | Nijvel                   | cdH     | Parlementsvoorzitter vanaf 22 juli 2014. |
| Josy Arens                | Aarlen-Marche-Bastenaken | cdH     | |
| François Desquesnes       | Zinnik                   | cdH     | |
| Savine Moucheron          | Bergen                   | cdH     | werd van 25 mei 2016 tot 10 december 2018 als schepen van Bergen vervangen door Pascal Baurain. Moucheron zelf vervangt vanaf 22 juli 2014 Carlo Di Antonio, minister in de Waalse Regering. |
| Benoit Drèze              | Luik                     | cdH     | Voorzitter van de commissie Begroting en Ambtenarenzaken tot 28 juli 2017. |
| Dimitri Fourny            | Neufchâteau-Virton       | cdH     | Voorzitter van de cdH-fractie tot 25 maart 2019. |
| Mathilde Vandorpe         | Doornik-Aat-Moeskroen    | cdH     | vervangt vanaf 18 juni 2014 Alfred Gadenne, die voltijds burgemeester van Moeskroen wordt. |
| Isabelle Moinnet-Joiret   | Namen                    | cdH     | Voorzitter van de commissie Milieu, Ruimtelijke Ordening en Openbare Werken vanaf 25 september 2017. |
| Maxime Prévot             | Namen                    | cdH     | werd van 22 juli 2014 tot 28 juli 2017 als minister in de Waalse Regering vervangen door Clotilde Leal-Lopez. Prévot was tot 22 juli 2014 parlementsvoorzitter. |
| Véronique Salvi           | Charleroi                | cdH     | |
| Valentine Bourgeois       | Verviers                 | cdH     | vervangt vanaf 16 januari 2019 Isabelle Stommen, die wegens de decumulregeling in het Waals Parlement ontslag neemt. Stommen zelf verving vanaf 27 april 2016 Marie-Martine Schyns, die minister in de Franse Gemeenschapsregering werd. Eerste opvolger Jean-Paul Bastin verkoos om voltijds burgemeester van Malmedy te blijven. |
| Marie-Dominique Simonet   | Luik                     | cdH     | Voorzitter van de cdH-fractie vanaf 25 maart 2019. |
| Veronique Waroux          | Doornik-Aat-Moeskroen    | cdH     | |
| Matthieu Daele            | Verviers                 | Ecolo   | |
| Stéphane Hazée            | Namen                    | Ecolo   | Voorzitter van de Ecolo-fractie vanaf 29 september 2014. |
| Philippe Henry            | Luik                     | Ecolo   | |
| Hélène Ryckmans           | Nijvel                   | Ecolo   | |
| Jenny Baltus-Möres        | Verviers                 | MR      | |
| Laurent Henquet           | Namen                    | MR      | vervangt vanaf 18 juni 2014 Anne Barzin, die voltijds schepen van Namen wordt |
| Pierre Helson             | Dinant-Philippeville     | MR      | vervangt vanaf 10 december 2018 Valérie Warzée-Caverenne, die wegens de decumulregeling in het Waals Parlement ontslag neemt. Warzée-Caverenne zelf verving vanaf 27 april 2016 François Bellot, die minister in de Federale regering werd. Bellot was voorzitter van de commissie Landbouw en Toerisme tot 18 april 2016. |
| Laetitia Brogniez         | Dinant-Philippeville     | MR      | |
| Marie-Françoise Nicaise   | Thuin                    | MR      | vervangt vanaf 18 juni 2014 Yves Binon, die voltijds burgemeester van Ham-sur-Heure-Nalinnes wordt |
| Eric Lejeune              | Aarlen-Marche-Bastenaken | MR      | vervangt vanaf 10 december 2018 Carine Lecomte, die wegens de decumulregeling in het Waals Parlement ontslag neemt. Lecomte zelf verving vanaf 22 oktober 2014 Willy Borsus, die minister in de Federale regering werd. Borsus was tot 24 september 2014 secretaris en tot 11 oktober 2014 voorzitter van de MR-fractie. |
| Patricia Potigny          | Charleroi                | MR      | Zetelt vanaf 3 april 2019 als onafhankelijke. Potigny vervangt vanaf 23 september 2015 de overleden Véronique Cornet. Véronique Cornet was ondervoorzitter tot 14 juli 2015. |
| Stéphane Delfosse         | Doornik-Aat-Moeskroen    | MR      | vervangt vanaf 10 december 2018 Philippe Bracaval, die wegens de decumulregeling in het Waals Parlement ontslag neemt. Bracaval zelf verving vanaf 28 juli 2017 Jean-Luc Crucke, die minister in de Waalse Regering werd. Crucke was voorzitter van de commissie Lokale Overheden, Huisvesting en Energie tot 23 september 2015 en ondervoorzitter van 23 september 2015 tot 28 juli 2017. |
| Chantal Versmissen-Sollie | Nijvel                   | MR      | vervangt vanaf 10 december 2018 Jordan Godfriaux, die wegens de decumulregeling in het Waals Parlement ontslag neemt. Godfriaux zelf verving vanaf 28 juli 2017 Valérie De Bue, die minister in de Waalse Regering werd. |
| Diana Nikolic             | Luik                     | MR      | vervangt vanaf 10 december 2018 Christine Defraigne, die wegens de decumulregeling in het Waals Parlement ontslag neemt. |
| Fabian Culot              | Luik                     | MR      | vervangt vanaf 28 juni 2017 Virginie Defrang-Firket, die burgemeester van Neupré wordt |
| Olivier Destrebecq        | Zinnik                   | MR      | Secretaris vanaf 20 september 2017. |
| Nicolas Tzanetatos        | Charleroi                | MR      | vervangt vanaf 18 juni 2014 Cyprien Devilers, die voltijds schepen van Charleroi wordt. Voorzitter van de commissie Algemene Zaken en Internationale Betrekkingen vanaf 29 september 2015. |
| Magali Dock               | Hoei-Borgworm            | MR      | |
| Philippe Dodrimont        | Luik                     | MR      | Voorzitter van de commissie Economie en Innovatie van 13 oktober 2014 tot 28 juli 2017 en voorzitter van de commissie Economie, Werk, Opleiding vanaf 26 september 2017. |
| Véronique Durenne         | Doornik-Aat-Moeskroen    | MR      | |
| Yves Evrard               | Neufchâteau-Virton       | MR      | |
| Jacqueline Galant         | Bergen                   | MR      | werd van 22 oktober 2014 tot 15 april 2016 als minister in de Federale Regering vervangen door Georges-Louis Bouchez. Galant is voorzitter van de commissie Landbouw en Toerisme van 9 mei 2016 tot 28 juli 2017 en ondervoorzitter vanaf 28 juli 2017. |
| Marie-Christine Warnant   | Hoei-Borgworm            | MR      | vervangt vanaf 10 december 2018 Patrick Lecerf, die wegens de decumulregeling in het Waals Parlement ontslag neemt. Lecerf zelf verving vanaf 22 oktober 2014 Hervé Jamar, die minister in de Federale Regering werd. |
| Charles Gardier           | Verviers                 | MR      | vervangt vanaf 28 juli 2017 Pierre-Yves Jeholet, die minister in de Waalse Regering wordt. Jeholet was voorzitter van de commissie Economie en Innovatie tot 11 oktober 2014 en voorzitter van de MR-fractie van 11 oktober 2014 tot 28 juli 2017. |
| Philippe Knaepen          | Charleroi                | MR      | |
| Olivier Maroy             | Nijvel                   | MR      | |
| Gilles Mouyard            | Namen                    | MR      | Voorzitter van de commissie Algemene Zaken en Internationale Betrekkingen tot 29 september 2015, voorzitter van de commissie Lokale Overheden, Huisvesting en Energie van 29 september 2015 tot 28 juli 2017 en voorzitter van de commissie Lokale Overheden, Huisvesting en Sportinfrastructuren vanaf 26 september 2017. |
| Lyseline Louvigny         | Nijvel                   | MR      | vervangt vanaf 18 januari 2017 Christophe Dister, die voltijds burgemeester van Terhulpen wordt. Dister verving vanaf 11 maart 2015 Florence Reuter, die burgemeester van Waterloo werd. |
| Jean-Paul Wahl            | Nijvel                   | MR      | Secretaris van 24 september 2014 tot 20 september 2017 en voorzitter van de MR-fractie vanaf 28 juli 2017. |
| Jean-François Istasse     | Verviers                 | PS      | vervangt vanaf 10 december 2018 Véronique Bonni, die wegens de decumulregeling in het Waals Parlement ontslag neemt. |
| Christophe Collignon      | Hoei-Borgworm            | PS      | Secretaris tot 24 september 2014, ondervoorzitter van 24 september tot 12 november 2014, voorzitter van de PS-fractie van 12 november 2014 tot 5 september 2017 en secretaris van 12 november 2014 tot 28 juli 2017 en ondervoorzitter vanaf 6 september 2017. |
| Philippe Courard          | Aarlen-Bastenaken-Marche | PS      | werd van 18 juni tot 15 september 2014 als ontslagnemend staatssecretaris van de Federale Regering vervangen door Véronique Biordi-Taddei. Courard was van 15 september tot 12 november 2014 voorzitter van de PS-fractie en secretaris. |
| Jean-Pierre Denis         | Doornik-Aat-Moeskroen    | PS      | vervangt vanaf 23 juli 2014 Rudy Demotte, die minister in de Franse Gemeenschapsregering wordt. |
| Pierre-Yves Dermagne      | Dinant-Philippeville     | PS      | werd van 1 februari tot 28 juli 2017 als minister in de Waalse Regering vervangen door Eddy Fontaine. Dermagne is voorzitter van de PS-fractie vanaf 5 september 2017. |
| Serdar Kilic              | Charleroi                | PS      | Vervangt vanaf 27 juni 2016 Hicham Imane, die Kilic verving zolang die schepen van Charleroi was. Imane verving vanaf 18 juni 2014 Anthony Dufrane, die voltijds schepen van Charleroi werd. |
| Pierre Tachenion          | Bergen                   | PS      | vervangt vanaf 10 december 2018 Jean-Marc Dupont, die wegens de decumulregeling in het Waals Parlement ontslag neemt. Dupont was voorzitter van de commissie Begroting, Energie en Klimaat van 6 september 2017 tot 3 december 2018. |
| Virginie Gonzalez-Moyano  | Thuin                    | PS      | vervangt vanaf 10 juni 2014 Françoise Fassiaux-Looten, die het mandaat van Waals Parlementslid niet opneemt en burgemeester van Chimay blijft. Gonzalez-Moyano was voorzitter van de commissie Werk en Opleiding van 21 maart tot 28 juli 2017. |
| Paul Furlan               | Thuin                    | PS      | werd vanaf 22 juli 2014 tot 26 januari 2017 als minister in de Waalse Regering vervangen door François Devillers |
| Latifa Gahouchi           | Charleroi                | PS      | |
| Joëlle Kapompolé          | Bergen                   | PS      | Voorzitter van de commissie Openbare Werken, Sociale Actie en Gezondheid tot 28 juli 2017 en voorzitter van de commissie Begroting, Energie en Klimaat vanaf 17 december 2018. |
| Anne Lambelin             | Nijvel                   | PS      | |
| Luc Van der Stichelen     | Doornik-Aat-Moeskroen    | PS      | vervangt vanaf 10 december 2018 Bruno Lefebvre, die wegens de decumulregeling in het Waals Parlement ontslag neemt. |
| Hassan Idrissi            | Nijvel                   | PS      | vervangt vanaf 10 december 2018 Dimitri Legasse, die wegens de decumulregeling in het Waals Parlement ontslag neemt. |
| Jean-Charles Luperto      | Namen                    | PS      | |
| Anthony Dufrane           | Charleroi                | PS      | vervangt vanaf 8 september 2014 Julie Patte, die schepen van Charleroi wordt. Patte verving van 22 juli 2014 tot 7 september 2014 Paul Magnette, die minister in de Waalse Regering werd. |
| Mauro Lenzini             | Luik                     | PS      | vervangt vanaf 22 juli 2014 Jean-Claude Marcourt, die minister in de Waalse Regering wordt. Lenzini is voorzitter van de commissie Landbouw, Toerisme en Erfgoed vanaf 17 december 2018. |
| Nicolas Martin            | Bergen                   | PS      | |
| Christie Morreale         | Luik                     | PS      | Voorzitter van de commissie Sociale Actie, Gezondheid en Ambtenarenzaken vanaf 18 december 2018. |
| Maurice Mottard           | Luik                     | PS      | |
| André Vrancken            | Luik                     | PS      | vervangt vanaf 10 december 2018 Alain Onkelinx, die wegens de decumulregeling in het Waals Parlement ontslag neemt. Onkelinx was ondervoorzitter van 12 november 2014 tot 28 juli 2017, secretaris van 28 juli tot 6 september 2017 en voorzitter van de commissie Landbouw, Toerisme en Erfgoed van 6 september 2017 tot 3 december 2018. |
| Sophie Pécriaux           | Charleroi                | PS      | Ondervoorzitter tot 6 september 2017 en secretaris vanaf 6 september 2017. |
| Patrick Prévot            | Zinnik                   | PS      | |
| Christine Poulin          | Dinant-Philippeville     | PS      | |
| Zoé Istaz-Slangen         | Luik                     | PS      | vervangt vanaf 10 december 2018 Déborah Geradon, die wegens de decumulregeling in het Waals Parlement ontslag neemt. Géradon zelf verving vanaf 23 juli 2014 Isabelle Simonis, die minister in de Franse Gemeenschapsregering werd, en was van 3 oktober 2016 tot 28 juli 2017 commissie Leefmilieu, Ruimtelijke Ordening en Transport en van 29 september 2017 tot 3 december 2018 voorzitter van de commissie Sociale Actie, Gezondheid en Ambtenarenzaken. Isabelle Simonis was tot 23 juli 2014 voorzitter van de PS-fractie en ondervoorzitter. |
| Edmund Stoffels           | Verviers                 | PS      | Voorzitter van de commissie Leefmilieu, Ruimtelijke Ordening en Transport tot 2 oktober 2016. |
| Éliane Tillieux           | Namen                    | PS      | werd van 22 juli 2014 tot 28 juli 2017 als minister in de Waalse Regering vervangen door Vincent Sampaoli |
| Graziana Trotta           | Charleroi                | PS      | |
| Christiane Vienne         | Doornik-Aat-Moeskroen    | PS      | |
| Olga Zrihen               | Zinnik                   | PS      | Voorzitter van de commissie Werk en Opleiding tot 20 maart 2017. |
| Frédéric Gillot           | Luik                     | PTB     | |
| Ruddy Warnier             | Hoei-Borgworm            | PTB     | |
| André-Pierre Puget        | Luik                     | PP      | zetelt vanaf 16 december 2015 als onafhankelijke. |

## Commissies
Naast de gewone parlementaire commissies werd op 15 februari 2017 een onderzoekscommissie opgericht naar het Publifinschandaal.